# Final de la Copa de Oro de la Concacaf 2015
La final de la Copa de Oro de la Concacaf 2015 fue la 13.ª final de la Copa de Oro de la Concacaf, el torneo más importante de selecciones de la Concacaf. El encuentro fue disputado el 26 de julio de 2015 en el Lincoln Financial Field en Filadelfia, Estados Unidos.
En esta final la disputaron entre las selecciones de Jamaica y México. La Selección de México consiguió su décimo título continental, tras vencer a los jamaiquinos por 3-1, con goles de Andrés Guardado al minuto 31', Jesús Corona al 47' y Oribe Peralta al 61', mientras Darren Mattocks descontó al 80'.

### Finales jugadas anteriormente
| Equipo  | Finales jugadas anteriormente            |
| ------- | ---------------------------------------- |
| México  | 1993, 1996, 1998, 2003, 2007, 2009, 2011 |
| Jamaica | Primera                                  |

## Enfrentamiento
| Bandera de Jamaica | vs. | Bandera de México |
| Jamaica 1          | vs. | México 3          |

## Antecedentes
El siguiente cuadro muestra el historial de enfrentamientos en ediciones anteriores de la Copa Oro de la Concacaf entre los equipos.
| Partido            | Antecedentes | Antecedentes     | Antecedentes       | Antecedentes |
| Partido            | Edición      | Fase             | Resultado          |              |
| ------------------ | ------------ | ---------------- | ------------------ | ------------ |
| Jamaica vs. México | 1991         | Fase de grupos   | Jamaica 1:4 México |              |
| Jamaica vs. México | 1993         | Semifinal        | México 6:1 Jamaica |              |
| Jamaica vs. México | 1998         | Semifinal        | México 1:0 Jamaica |              |
| Jamaica vs. México | 2003         | Cuartos de final | México 5:0 Jamaica |              |
| Jamaica vs. México | 2005         | Fase de grupos   | México 1:0 Jamaica |              |

## Camino a la final
| Selección   | Pts. | PJ | PG | PE | PP | GF | GC | Dif |
| ----------- | ---- | -- | -- | -- | -- | -- | -- | --- |
| Jamaica     | 7    | 3  | 2  | 1  | 0  | 4  | 2  | 2   |
| Costa Rica  | 3    | 3  | 0  | 3  | 0  | 3  | 3  | 0   |
| El Salvador | 2    | 3  | 0  | 2  | 1  | 1  | 2  | -1  |
| Canadá      | 2    | 3  | 0  | 2  | 1  | 0  | 1  | -1  |

| Selección         | Pts. | PJ | PG | PE | PP | GF | GC | Dif |
| ----------------- | ---- | -- | -- | -- | -- | -- | -- | --- |
| Trinidad y Tobago | 7    | 3  | 2  | 1  | 0  | 9  | 5  | 4   |
| México            | 5    | 3  | 1  | 2  | 0  | 10 | 4  | 6   |
| Cuba              | 3    | 3  | 1  | 0  | 2  | 1  | 8  | -7  |
| Guatemala         | 1    | 3  | 0  | 1  | 2  | 1  | 4  | -3  |

## Partido
| 23         | POR        | Ryan Thompson    |     |
| 19         | DEF        | Adrian Mariappa  |     |
| 3          | DEF        | Michael Hector   |     |
| 4          | DEF        | Westley Morgan   |     |
| 20         | DEF        | Kemar Lawrence   |     |
| 22         | MED        | Garath McCleary  | 60' |
| 15         | MED        | Je-Vaughn Watson | 89' |
| 17         | MED        | Rodolph Austin   |     |
| 10         | MED        | Jobi McAnuff     |     |
| 18         | DEL        | Simon Dawkins    | 74' |
| 9          | DEL        | Giles Barnes     |     |
| Entrenador | Entrenador | Winfried Schäfer |     |

| 13         | POR        | Guillermo Ochoa     |     |
| 22         | DEF        | Paul Aguilar        |     |
| 5          | DEF        | Diego Reyes         |     |
| 2          | DEF        | Francisco Rodríguez |     |
| 15         | DEF        | Oswaldo Alanís      |     |
| 7          | DEF        | Miguel Layún        |     |
| 20         | MED        | Jesús Dueñas        | 86' |
| 8          | MED        | Jonathan dos Santos |     |
| 18         | MED        | Andrés Guardado     | 62' |
| 9          | DEL        | Jesús Corona        | 82' |
| 19         | DEL        | Oribe Peralta       |     |
| Entrenador | Entrenador | Miguel Herrera      |     |

| 11 | DEL | Darren Mattocks | 60' |
| 2  | MED | Chris Humphrey  | 74' |
| 8  | DEL | Michael Seaton  | 89' |

| 17 | DEF | Jorge Torres Nilo | 62' |
| 21 | MED | Carlos Esquivel   | 82' |
| 14 | DEL | Javier Orozco     | 86' |

| Anotado | 80' | Darren Mattocks | 1-3 |

| Anotado | 31' | Andrés Guardado | 0-1 |
| Anotado | 47' | Jesús Corona    | 0-2 |
| Anotado | 61' | Oribe Peralta   | 0-3 |

| Amonestado | 23' | Je-Vaughn Watson |
| Amonestado | 23' | Rodolph Austin   |

| Amonestado | 6'  | Jesús Dueñas |
| Amonestado | 34' | Diego Reyes  |

| Árbitro             | Joel Aguilar |
| Árbitros asistentes | Juan Zumba   |
| Árbitros asistentes | CJ Morgante  |
| Cuarto árbitro      | John Pitti   |
| Quinto árbitro      | Leonel Leal  |

| 23         | POR        | Ryan Thompson    |     |
| 19         | DEF        | Adrian Mariappa  |     |
| 3          | DEF        | Michael Hector   |     |
| 4          | DEF        | Westley Morgan   |     |
| 20         | DEF        | Kemar Lawrence   |     |
| 22         | MED        | Garath McCleary  | 60' |
| 15         | MED        | Je-Vaughn Watson | 89' |
| 17         | MED        | Rodolph Austin   |     |
| 10         | MED        | Jobi McAnuff     |     |
| 18         | DEL        | Simon Dawkins    | 74' |
| 9          | DEL        | Giles Barnes     |     |
| Entrenador | Entrenador | Winfried Schäfer |     |

| 13         | POR        | Guillermo Ochoa     |     |
| 22         | DEF        | Paul Aguilar        |     |
| 5          | DEF        | Diego Reyes         |     |
| 2          | DEF        | Francisco Rodríguez |     |
| 15         | DEF        | Oswaldo Alanís      |     |
| 7          | DEF        | Miguel Layún        |     |
| 20         | MED        | Jesús Dueñas        | 86' |
| 8          | MED        | Jonathan dos Santos |     |
| 18         | MED        | Andrés Guardado     | 62' |
| 9          | DEL        | Jesús Corona        | 82' |
| 19         | DEL        | Oribe Peralta       |     |
| Entrenador | Entrenador | Miguel Herrera      |     |

| 11 | DEL | Darren Mattocks | 60' |
| 2  | MED | Chris Humphrey  | 74' |
| 8  | DEL | Michael Seaton  | 89' |

| 17 | DEF | Jorge Torres Nilo | 62' |
| 21 | MED | Carlos Esquivel   | 82' |
| 14 | DEL | Javier Orozco     | 86' |

| Anotado | 80' | Darren Mattocks | 1-3 |

| Anotado | 31' | Andrés Guardado | 0-1 |
| Anotado | 47' | Jesús Corona    | 0-2 |
| Anotado | 61' | Oribe Peralta   | 0-3 |

| Amonestado | 23' | Je-Vaughn Watson |
| Amonestado | 23' | Rodolph Austin   |

| Amonestado | 6'  | Jesús Dueñas |
| Amonestado | 34' | Diego Reyes  |

| Árbitro             | Joel Aguilar |
| Árbitros asistentes | Juan Zumba   |
| Árbitros asistentes | CJ Morgante  |
| Cuarto árbitro      | John Pitti   |
| Quinto árbitro      | Leonel Leal  |

|  |

| Estadísticas      | Bandera de Jamaica | Bandera de México |
| Tiros             | 7                  | 11                |
| Tiros a puerta    | 2                  | 6                 |
| Faltas            | 16                 | 17                |
| Saques de esquina | 2                  | 4                 |
| Penalties         | 0                  | 0                 |
| Fueras de juego   | 2                  | 0                 |
| Posesión de balón | 49 %               | 51 %              |

|                   |
| Bandera de México |
| Campeón México    |
| 10.mo título      |